# Yoü and I
„Yoü and I” este un cântec compus și înregistrat de interpreta americană Lady Gaga pentru cel de-al doilea ei album de studio, Born This Way (2011). Piesa produsă de Gaga și Robert John „Mutt” Lange conține un fragment din single-ul formației Queen, „We Will Rock You” (1977). Chitaristul din trupa respectivă, Brian May, a cântat la chitară electrică pentru „Yoü and I”. Piesa a fost interpretată pentru prima oară în anul 2010, la evenimentul White Tie and Tiara Ball organizat de Elton John. Videoclipuri cu Gaga cântând melodia au apărut pe internet, iar recepția pozitivă din partea publicului a dus la includerea în lista câtorva concerte din cadrul turneului The Monster Ball Tour. Alte interpretări au avut loc la emisiunea Today în iulie 2010, și la emisiunea The Oprah Winfrey Show în mai 2011. La 23 august 2011, casa de discuri Interscope a lansat cântecul drept cel de-al patrulea disc single extras de pe album.
„You and I” este un cântec cu un ritm lent, iar instrumentația acestuia este alcătuită din chitare electrice și pian, acompaniamentul vocal fiind asigurat de Gaga și Lange. Piesa a primit laude din partea criticilor de specialitate, câțiva recenzenți numindu-l un cântec ce iese în evidență de pe albumul Born This Way. În urma lansării materialului discografic, „Yoü and I” a apărut în clasamentele din Canada, Regatul Unit și Statele Unite datorită vânzărilor digitale. În luna mai a anului 2011, Haley Reinhart, participant în timpul celui de-al 10-lea sezon al competiției American Idol, a interpretat piesa înainte de lansarea sa oficială, primind recenzii pozitive. Versiunea concurentei a fost lansată pe iTunes Store drept single și a apărut totodată în compilația American Idol Top 5 Season 10. Cântecul „Yoü and I” a primit o nominalizare la premiul Grammy pentru cea mai bună interpretare pop solo la cea de-a 54-a ediție a premiilor Grammy, desfășurată la 12 februarie 2012.
Videoclipul pentru „Yoü and I” a fost filmat de Laurieann Gibson în Springfield, Nebraska, și a fost lansat la 16 august 2011. Acesta îl prezintă pe Jo Calderone, alter ego-ul masculin al artistei, precum și pe Yüyi, alter ego-ul sirenă. Clipul înfățișează aventura prin care Gaga trece pentru a fi alături de partenerul ei, primind, de asemenea, recenzii pozitive din partea criticilor.

## Informații generale

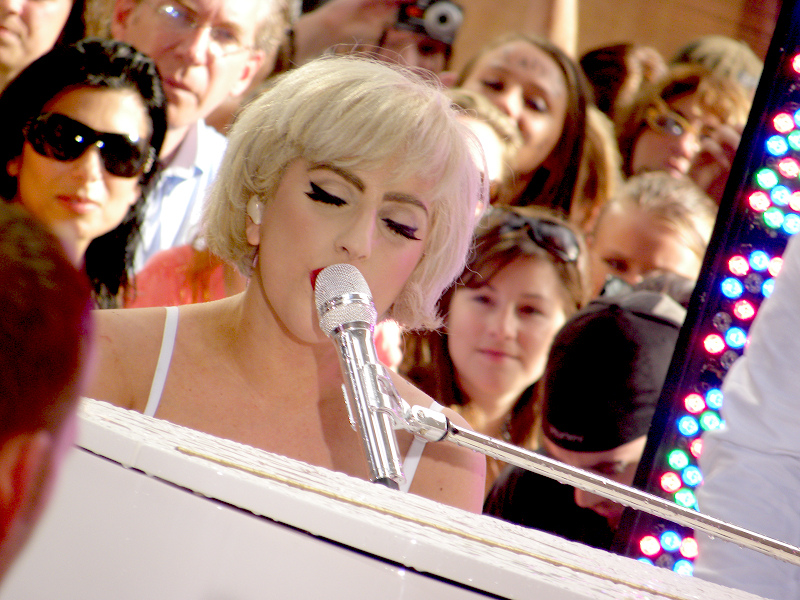
Lady Gaga cântând piesa „Yoü and I” la emisiunea Today, la 9 iunie 2010.

„Yoü and I”, compus de Lady Gaga și produs de Robert John „Mutt” Lange și Gaga, a fost una dintre primele melodii apărute înainte de lansarea albumului Born This Way. Solista a spus că piesa a fost compusă în New York, în timp ce cânta la vechiul ei pian. Cântecul a fost interpretat pentru prima oară la evenimentul White Tie and Tiara Ball din iunie 2010, organizat de artistul Elton John. Gaga a dezvăluit faptul că „Yoü and I” avea „un ton rock-and-roll”, iar din această cauză era puțin probabil ca piesa să fie lansată drept disc single, adăugând totodată că îi este „foarte dragă”. Videoclipuri cu solista cântând melodia au apărut pe internet la scurt timp, iar recepția pozitivă a determinat-o pe Lady Gaga să o interpreteze în timpul primului concert din segmentul Nord American al turneului The Monster Ball Tour, în Montreal. Artista a spus pentru MSNBC în timpul unui interviu cu Meredith Vieira și Ann Curry că „«Yoü and I» a fost scris despre cea mai importată persoană pe care am întâlnit-o în viața mea”, presupunând că ar fi Lüc Carl, fostul ei partener.
Cântăreața a anunțat că „Yoü and I” va fi cel de-al patrulea disc single extras de pe albumul Born This Way la 22 iulie 2011. Coperta melodiei a fost lansată la 5 august 2011 prin TwitPic, alături de mesajul: „Nu vei găsi niciodată ceea ce cauți în dragoste, dacă nu te iubești pe tine însuți”. Două fotografii sunt prezente, ambele afișând-o pe Gaga drept alter ego-ul Jo Calderone, fumând o țigară și purtând perciuni. Personajul Calderone a apărut anterior în luna iulie a anului 2011, atunci când artista a realizat o ședință foto în Londra alături de Nick Knight și fiind aranjată de stilistul Nicola Formichetti. Una dintre imagini îl prezintă purtând o jachetă și un tricou, stând cu capul aplecat și fumând o țigară, în timp ce următoarea imagine îl înfățișează pe Jo Calderone din profil, expirând un nor de fum.
Un redactor de la ziarul The Daily Telegraph a spus că fotografiile prezintă un aspect irascibil și dezordonat, fiind de părere că Gaga „s-a plictisit să tot fie o femeie scandaloasă, așa că mai degrabă a ales să-și schimbe genul”. David Jones de la revista Rap-Up a considerat că personajul Calderone de pe copertă este asemănător cu muzicantul Bob Dylan. Deși Steve Pond de la agenția de știri Reuters nu s-a declarat încântat de melodie, acesta a spus că „Lady Gaga se iubește pe ea însăși chiar și atunci când este îmbrăcată drept un bărbat”.

## Structura muzicală și versurile
„Yoü and I” conține influențe din genurile muzicale rock și country, iar chitaristul formației Queen, Brian May, a cântat la chitară electrică în cântec.  Piesa a fost înregistrată de Tom Ware și Horace Ward la Studioul Warehouse Productions din Omaha, Nebraska, precum și la Allertown Hill în Regatul Unit. Pe lângă May, Just Shirley Smith a cântat, de asemenea, la chitară. Gene Grimaldi a fost responsabil cu masterizarea melodiei, în timp ce Olle Romo a realizat programarea și înregistrarea suplimentară. Artista a spus că „cineva legendar” va fi producătorul cântecului, înainte ca acreditările pentru producție să fie dezvăluite în aprilie 2011. Gaga, o mare fană a trupei Queen (chiar preluând numele de scenă din single-ul formației, „Radio Ga Ga”), a admis că a „căzut pe jos, plângând și râzând” atunci când a aflat că May a fost de acord să colaboreze alături de ea. Lange a rugat-o pe solistă să înregistreze o versiune cu o voce principală „puternică” în timp ce se afla în turneu. Gaga a dezvăluit că: „Fumasem vreo 30 de țigări și băusem câteva pahare Jameson atunci când pur și simplu am apăsat butonul de înregistrare și am cântat până mi-a căzut fața, însă apoi m-am gândit că ar fi trebuit să reînregistrăm vocea”. Cu toate acestea, Lange a fost mulțumit de înregistrare și a folosit-o în cântec. Ware a amintit că melodia a fost înregistrată în noaptea de după concertul lui Gaga de la 17 martie 2011 din cadrul turneului The Monster Ball Tour. Artista a apreciat și a încurajat ideile și opiniile lui, fiind de părere că acestea au ajutat ședința de patru ore să fie cea mai bună experiență profesională pe care a avut-o cu o celebritate. Ware a descris-o pe Gaga drept „o strălucită femeie tânără cu instincte muzicale deosebite ce își trasează propriul drum”.
Potrivit unei partituri publicate de Sony/ATV Music Publishinig, „Yoü and I” are un tempo lent de 60 de bătăi pe minut, fiind compus în tonalitatea La major. Pe parcursul cântecului, vocea lui Gaga variază de la nota Mi3 la nota Do♯5. Melodia începe cu o progresie de acorduri de La–Sol–La, schimbându-se mai apoi în La–Si minor/La–Re/La–Si♯ minor în timpul refrenului și revenind la prima progresie în timpul celorlalte secvențe. Primul vers al piesei—„It's been a long time since I came around/ It's been a long time, but I'm back in town/ And this time, I'm not leaving without you” (ro.: „A trecut ceva vreme de când am venit pe aici/A trecut multă vreme, dar acum m-am întors în oraș/Iar de această dată nu voi pleca fără tine”)—descrie un iubit ce miroase a whiskey și după care tânjește. Gil Kaufman de la MTV News a descris versul drept „cel care ocolește toate piesele ei dance, lăsând să se înțeleagă că de data asta este un solo de pian agitat pe care îl auzi în baruri”.

## Recepția criticilor

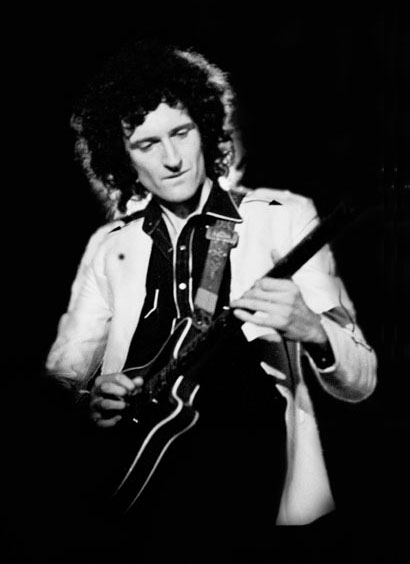
Brian May, chitaristul formației de muzică rock Queen, a cântat la chitară în piesa „Yoü and I”.

Cântecul „Yoü and I ” a obținut laude din partea criticilor de specialitate. După interpretarea de la White Tie and Tiara Ball, Leah Greenblatt de la revista Entertainment Weekly a complimentat piesa pentru „calitatea lui de cabaret înflăcărat cu ardere lentă” și pentru „lipsa de Auto-Tune și producție sofisticată sau scamatorii în interpretare”. Observând diferențele între varianta live și varianta studio a melodiei, McCormick a descris versiunea de studio ca fiind „mai mare, mai îndrăzneață, mai puțin emotivă, o baladă rock construită personalizat pentru radio și pentru a determina bătăi din palme în stadioane pline. Aceasta nu este muzică pentru cluburile underground: e pop rock siropos și lucios pentru publicul mijlociu, un fel de clasic retro din anii '80 pentru a-i seduce pe rockerii de vârstă mijlocie - probabil ultimul segment de vârstă care să rămână sceptici în legătură cu muzica și farmecul artistei”. Jody Rosen de la revista Rolling Stone a numit „Yoü and I” o baladă confesională puternică, „având o transformare vocală toridă, asemănătoare cu Sturm und Drang”. Într-o recenzie pentru ziarul The Guardian, Tim Jonze a spus că piesa „urmărește stilul lui «Hey Jude» ce îndeamnă ascultătorul să cânte alături de solist, însă – datorită hotărârii sale de a avea pe cineva în fundal care cântă la chiuveta din bucătărie – ajunge să sune ca «All Around the World» al trupei Oasis”. Dan Aquilante de la ziarul The New York Post i-a oferit o recenzie nefavorabilă albumului Born This Way, însă a complimentat piesa „Yoü and I” și „calitatea unică și deosebită” pe care Lange a adus-o pe disc. Kitty Empire a spus că este „momentul în care Gaga face pe plac inimii Americii – probabil o încercare de a demonstra că poate fi și o cântăreață de balade pe placul tuturor americanilor, și nu doar un avatar art-disco cu țărușuri de cort sub piele”, făcând referire la implanturile înfățișate în videoclipul cântecului „Born This Way”.
Kate Sullivan de la ziarul The Dartmouth a scris că „Yoü and I” ar putea fi cel mai sincer cântec a lui Gaga de până acum, iar Shirley Halperin de la ziarul The Hollywood Reporter s-a declarat sceptică cu privire la difuzările radio ale acestui single, având în vedere popularitatea lui Gaga. Halperin a fost de părere că această melodie este „emotivă” și „emană un sentiment grandios pe care ascultătorii nu îl primesc de obicei cu sunetele extrem de sintetice produse de Gaga și RedOne”. Pe de altă parte, redactorul a opinat că pianul live și acompaniamentul vocal au adăugat „o calitate luxuriantă incontestabilă, iar versurile conduc piesa acasă, eventual în teritoriul hiturilor”. Kerri Mason de la revista Billboard a considerat că „balada country” „nu are niciun sens contextual”. Într-o recenzie a albumului Born This Way pentru ziarul Florida Today, Nekesa Mumbi Moody a comparat „Yoü and I” cu „Speechless”, un cântec cu un tempo similar de pe materialul The Fame Monster (2009). Robert Copsey, redactor al website-ului Digital Spy, i-a oferit patru stele din cinci piesei, numind-o „un retro-classic arzător, o baladă puternică pe placul tuturor americanilor, construită special pentru mulțime – o piesă de care Stefani se poate declara, cu siguranță, mândră că este a ei”. Amy Sciarretto de la website-ul Artistdirect a concluzionat prin a spune că „Yoü and I” este „un cântec mai bluesy decât orice te-ai putea aștepta de la prințesa ringului de dans”. Piesa a fost selectată de Stephen Thomas Erlewine de la AllMusic drept punctul culminant al albumului Born This Way, afirmând că Gaga își prezintă cea mai vulnerabilă parte a personalității ei.
„Yoü and I” a primit o nominalizare la premiul Grammy pentru cea mai bună interpretare pop solo, la cea de-a 54-a ediție a premiilor Grammy, desfășurată la 12 februarie 2012.

## Performanța în clasamentele muzicale

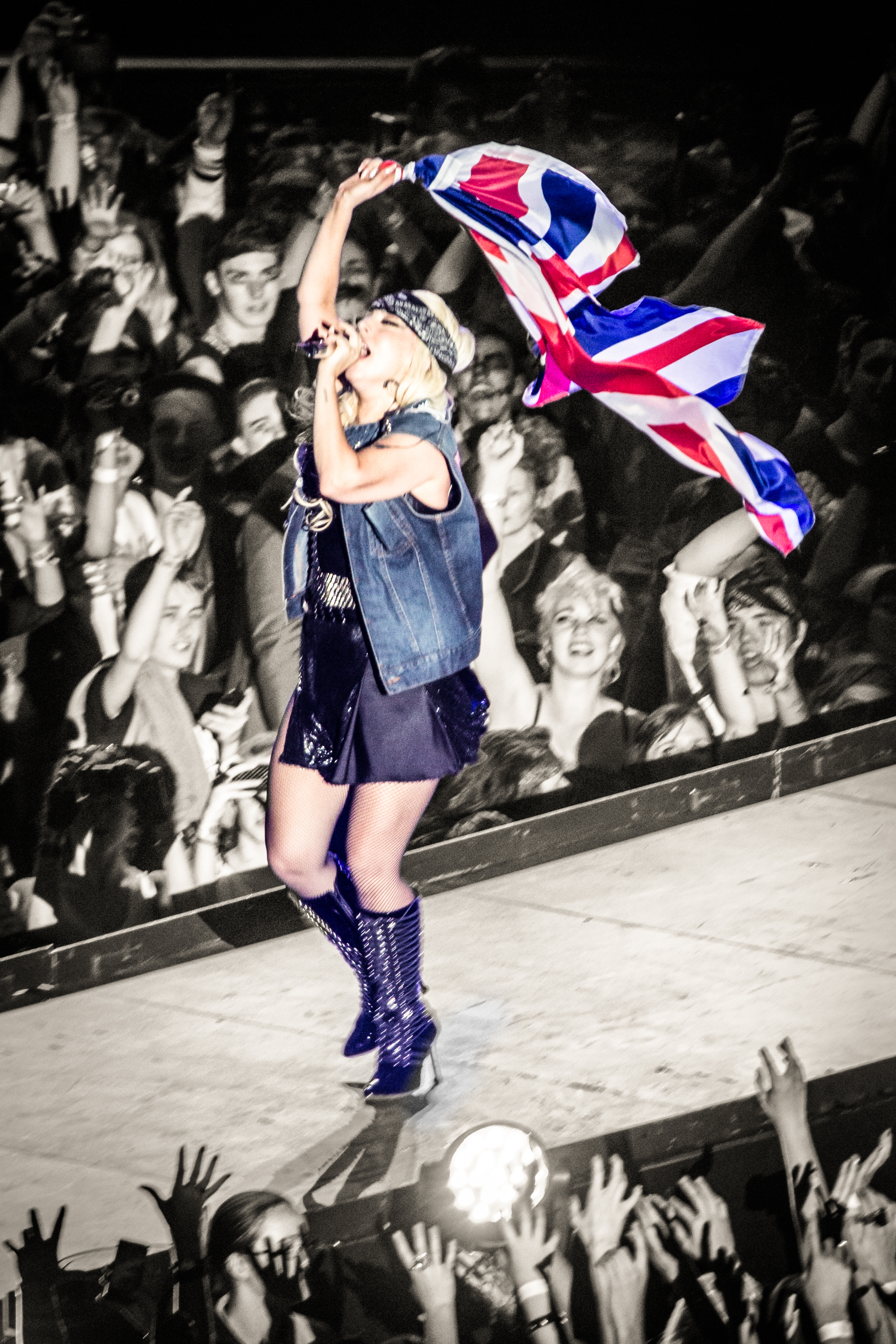
Lady Gaga interpretând „Yoü and I” în Manchester, în cadrul unui concert din turneul Born This Way Ball.

În Statele Unite, la 11 iunie 2011, „Yoü and I” a debutat în clasamentul Billboard Hot 100 pe locul 36, datorită celor 83.000 de exemplare digitale vândute. Piesa a re-intrat în top la 27 august 2011, pe locul 96. Totodată, single-ul a debutat în clasamentul Pop Songs pe locul 35. În următoarea săptămână, „Yoü and I” a fost cântecul cu cea mai mare creștere în vânzări digitale, intrând pe locul 24 în ierarhia celor mai bine vândute single-uri în mediul digital datorită celor 56.000 de exemplare vândute. În Hot 100, piesa a urcat către locul 35. În urma difuzărilor radio, „Yoü and I” a debutat pe locul 58 în topul Radio Songs, înregistrând o audiență de 22 de milioane de ascultători. După spectacolul lui Gaga de la MTV Video Music Awards, single-ul a ajuns pe locul 16 în Hot 100, înregistrând o creștere de 92% în vânzări, 10.000 de copii fiind vândute, și o creștere de 50% la radio, având 32 de milioane de ascultători, potrivit datelor furnizate de Nielsen Broadcast Data Systems. În următoarea săptămână, cântecul s-a clasat pe locul șase în Hot 100, cu o creștere de 61% în vânzările digitale, 175.000 de exemplare fiind vândute, precum și o creștere de 32% în ceea ce privește audiența radio, 41 de milioane de ascultători fiind cifra acumulată. Melodia a ajuns, de asemenea, pe locurile patru și 23 în clasamentele Digital Songs și, respectiv, Radio Songs. „Yoü and I” a devenit cel de-al unsprezecelea șlagăr de top 10 consecutiv al artistei în topul Hot 100. În octombrie 2011, cântecul a depășit pragul de un milion de exemplare vândute, devenit cea de-a zecea melodie a artistei care reușește această performanță. Până în februarie 2018, single-ul s-a vândut în 2.4 milioane de copii digitale, fiind premiat cu două discuri de platină de către Recording Industry Association of America.
În Canada, piesa a intrat în ierarhia Hot Digital Songs pe locul 14, debutând mai apoi pe locul 27 în Canadian Hot 100. „Yoü and I” a reintrat în clasament pe locul 45, și a ajuns mai târziu pe poziția sa maximă, locul 10. Înainte de lansarea oficială ca single, melodia a intrat în clasamentul ARIA Singles Chart pe locul 56 la 15 august 2011 datorită vânzărilor digitale. În următoarea săptămână, cântecul a urcat către locul 34, ajungând ulterior pe locul 14. În urma lansării albumului Born This Way la 23 mai 2011, „Yoü and I” a apărut în topul UK Singles Chart pe locul 89. La 3 septembrie 2011, single-ul a avut parte de o ascensiune de 117 poziții, urcând de pe locul 187 pe locul 70, și obținând ulterior locul 23. În Japonia, piesa a apărut inițial în ierarhia celor mai bine vândute single-uri din mediul digital pe locul 98, însă în urma spectacolului de la MTV Video Music Awards, aceasta a ajuns în clasamentul Japan Hot 100 pe locul opt..

## Videoclip

### Informații generale
”A fost atât de drăguț, am privit afară și a fost atât de frumos, acel porumb înalt... Apoi dintr-o dată, începi să vezi cum apar tot felul de monștrii. Iubesc acest loc [Nebraska] atât de mult, este o locație veritabilă. Iar persoana despre care acest cântec vorbește mi-a fost tovarăș și prieten de când aveam 19 ani, și este de acolo”
Videoclipul cântecului „Yoü and I” a fost filmat în Springfield, Nebraska, în iulie 2011, sub regia coregrafei lui Gaga, Laurieann Gibson. În videoclip, Gaga călătorește de la New York City spre Nebraska pentru a-și recupera iubitul. Potrivit ei: „Merg fără nici un bagaj, fără nimic, sunt doar eu și gleznele mele puțin sângerânde și iarbă prinsă de pantofii mei, și port această ținută ce arată într-adevăr potrivită pentru New York, și alerg... Iar ideea acestui videoclip este că, atunci când ești departe de persoana pe care o iubești, simți tortură”. Artista a continuat prin a spune: „Știam de la început că ideea acestui videoclip va fi despre mine, fugind înapoi și mergând sute de mii de kilometri pentru a-mi recupera partenerul”.
Solista a anunțat faptul că videoclipul va fi cea de-a 1000-a postare a ei pe contul de Twitter. Gaga a confirmat pentru MTV News că acesta va avea premiera la 18 august 2011, pe canalul MTV. Cu toate acestea, cu două zile înainte de difuzare, anumite părți ale clipului au ajuns pe internet în mod ilegal, determinând-o pe cântăreață să scrie trei postări care, împreunate, rostesc „FUCK THURS DAY” (ro.: „La naiba cu joia”). Mesajul a fost urmat imediat de cel de-a 1000-a postare pe Twitter: „Trebuie să iubiți + fiecare parte din mine, la fel cum o fac și eu, pentru ca această forță complexă + și neinteligibilă să fie adevărată”, alături de un link către întregul videoclip, încărcat pe canalul de YouTube a lui Gaga, cu două zile înainte de premiera stabilită. Acesta prezintă două alter ego-uri ale cântăreței: Jo Calderone, alter ego-ul bărbat a lui Gaga, și Yüyi, o sirenă despre care artista a lăsat să se înțeleagă în iulie 2011 că va apărea în clip.
În urma premierei de pe canalul MTV, Gaga a explicat câteva scene și sursele de inspirație: „Acest videoclip este destul de complex atunci când vine vorba despre modul în care povestea este spusă, și este menit să nu fie foarte explicit, ci să fie puțin complicat și confuz, așa cum este de altfel și dragostea”. Comentând cu privire la scenele de act sexual dintre sirenă și actorul Taylor Kinney, Gaga a spus că aceasta pune accent metaforic pe felul în care, uneori, relațiile nu funcționează. „Indiferent ce ai face, este această graniță uriașă între tine și cineva. Despre asta este vorba, despre percepția din imaginația ta cum că există un lucru magic în interiorul tău care va face ca relația să funcționeze”, a declarat artista. După ce a dezvăluit faptul că rochia de mireasă purtată în videoclip îi aparține mamei ei, Gaga explicat ulterior scenele în care apare o mașină cu înghețată. Potrivit ei, acestea reprezintă distrugerea tinereții, cauzată în urma unor experiențe pe care le-a împărtășit în interviuri mai vechi. Explicând decizia de a include scenele, cântăreața a spus:

Acesta este modul în care am vrut să încep acest videoclip, deoarece consider că stabilește restul poveștii. Îți permite să-ți imaginez faptul că nu ești doar o persoană, ci mai multe. Acea persoană are atât de multe povești și amintiri din care să te inspiri, și toate acestea te vor afecta profund în drumul vieții. Deși par brutal afectată la începutul videoclipului, la final nu mai sunt afectată; sunt puțin ciudată. [«Yoü and I»] Nu este menit să fie un clip drept răspuns; este menit să fie un număr abundent de întrebări.

## Ordinea pieselor pe disc și formate
| - Descărcare digitală 1. „Yoü and I” (Radio Edit) (Main) – 4:06 2. „Yoü and I” (Mark Taylor Radio Edit) – 3:55 - CD single 1. „Yoü and I” (Radio Edit) – 4:07 2. „Yoü and I” (Mark Taylor Radio Edit) – 3:56 - Vinil 7" distribuit în Regatul Unit 1. „Yoü and I” (Wild Beasts Remix) – 3:51 2. „Yoü and I” (Metronomy Remix) – 4:20 | - You and I – The Remixes 1. „Yoü and I” (Wild Beasts Remix) – 3:51 2. „Yoü and I” (Mark Taylor Remix) – 5:02 3. „Yoü and I” (10 Kings Remix) – 4:29 4. „Yoü and I” (ATB Remix) – 8:08 5. „Yoü and I” (Metronomy Remix) – 4:20 6. „Yoü and I” (Danny Verde Remix) – 7:48 7. „Yoü and I” (Hector Fonseca Remix) – 8:03 |

## Acreditări și personal
Înregistrare și management
- Înregistrat la Warehouse Productions (Omaha, Nebraska) și Allertown Hill (Regatul Unit)
- Masterizat la Oasis Mastering (Burbank, California)
- Conține elemente din cântecul „We Will Rock You”, compus de Brian May și cântat de formația Queen
- Publicat de Stefani Germanotta P/K/A Lady Gaga, Sony/ATV Songs LLC, House of Gaga Publishing Inc., GloJoe Music Inc. și Sony/ATV Music Publishing
- Toate drepturile aparțin Interscope Records, o divizie a UMG Recordings, Inc.
- Brian May apare ca parte a Hollywood Records (pentru distribuirea în Statele Unite și Canada) și Universal International (pentru distribuirea pe plan global)

Personal
- Lady Gaga –  voce principală, textier, producător, acompaniament vocal, pian și claviatură
- Robert John „Mutt” Lange – producător, acompaniament vocal, mixare audio
- Tom Ware și Horace Ward – înregistrare
- Olle Romo – programare, înregistrare
- Brian May – chitară
- Justin Shirley Smith – înregistrare chitară
- Gene Grimaldi – masterizare

Persoanele care au lucrat acest cântec sunt preluate de pe broșura albumului Born This Way.

## Prezența în clasamente
| Țară (clasament 2011–12)                        | Poziția maximă | Referință     |
| ----------------------------------------------- | -------------- | ------------- |
| Australia (ARIA)                                | 14             | [ 48 ]        |
| Austria (Ö3 Austria)                            | 8              | [ 48 ]        |
| Belgia (Ultratop 50 Flandra)                    | 4              | [ 48 ]        |
| Belgia (Ultratop 50 Valonia)                    | 4              | [ 48 ]        |
| Brazilia (Brazilian Hot 100 Airplay)            | 19             | [ 69 ]        |
| Canada (Canadian Hot 100)                       | 10             | [ 46 ]        |
| Canada (AC)                                     | 22             | [ 70 ]        |
| Canada (CHR/Top40)                              | 17             | [ 71 ]        |
| Canada (Hot AC)                                 | 3              | [ 72 ]        |
| Cehia (Rádio Top 100)                           | 26             | [ 73 ]        |
| Coreea de Sud (GAON Download)                   | 66             | [ 74 ]        |
| Elveția (Swiss Hitparade)                       | 32             | [ 48 ]        |
| Franța (SNEP)                                   | 98             | [ 48 ]        |
| Germania (Offizielle Top 100)                   | 21             | [ 75 ]        |
| Irlanda (IRMA)                                  | 32             | [ 76 ]        |
| Israel (Media Forest)                           | 5              | [ 77 ]        |
| Italia (FIMI)                                   | 19             | [ 78 ]        |
| Japonia (Japan Hot 100)                         | 8              | [ 52 ]        |
| Liban (Lebanese Top 20)                         | 5              | [ 79 ]        |
| Noua Zeelandă (RMNZ)                            | 5              | [ 48 ]        |
| Regatul Unit (Official Charts Company)          | 23             | [ 50 ]        |
| Rusia (Tophit)                                  | 172            | [ 80 ]        |
| Scoția (OCC)                                    | 18             | [ 81 ]        |
| Slovacia (Rádio Top 100)                        | 18             | [ 82 ]        |
| Suedia (Sverigetopplistan)                      | 32             | [ 48 ]        |
| Statele Unite ale Americii (Billboard Hot 100)  | 6              | [ 83 ]        |
| Statele Unite ale Americii (Adult Contemporary) | 15             | [ 83 ]        |
| Statele Unite ale Americii (Adult Top 40)       | 6              | [ 83 ]        |
| Statele Unite ale Americii (Dance Club Songs)   | 1              | [ 83 ] [ 84 ] |
| Statele Unite ale Americii (Mainstream Top 40)  | 7              | [ 83 ]        |
| Țările de Jos (Single Top 100)                  | 83             | [ 48 ]        |
| Ungaria (Rádiós Top 40)                         | 24             | [ 85 ]        |
| Venezuela (Record Report)                       | 67             | [ 86 ]        |

| Țară (clasament)                                  | Poziția maximă | Referință |
| 2011                                              | 2011           | 2011      |
| ------------------------------------------------- | -------------- | --------- |
| Canada (Canadian Hot 100)                         | 65             | [ 87 ]    |
| Regatul Unit (UK Singles Chart)                   | 170            | [ 88 ]    |
| Statele Unite ale Americii (Billboard Hot 100)    | 71             | [ 89 ]    |
| Statele Unite ale Americii (Adult Top 40)         | 41             | [ 90 ]    |
| Statele Unite ale Americii (Hot Dance Club Songs) | 45             | [ 91 ]    |
| Statele Unite ale Americii (Mainstream Top 40)    | 45             | [ 92 ]    |
| 2012                                              |                |           |
| Statele Unite ale Americii (Adult Contemporary)   | 48             | [ 93 ]    |

## Certificări
| \| Țara \| Vânzări/ puncte \| Certificare \| Referințe \| \| -------------------------------- \| --------------- \| ----------- \| --------- \| \| Australia (ARIA) \| +35.000 \| \| [94] \| \| Noua Zeelandă (RMNZ) \| +7.500 \| \| [95] \| \| Regatul Unit (BPI) \| +200.000 \| \| [96] \| \| Statele Unite ale Americii (BPI) \| +2.400.000 \| \| [97] \| | Note - reprezintă „disc de argint”; - reprezintă „disc de aur”; - reprezintă „triplu disc de platină”; |             |           |
| Țara | Vânzări/ puncte                                                                                        | Certificare | Referințe |
| Australia (ARIA) | +35.000                                                                                                |             | [ 94 ]    |
| Noua Zeelandă (RMNZ) | +7.500                                                                                                 |             | [ 95 ]    |
| Regatul Unit (BPI) | +200.000                                                                                               |             | [ 96 ]    |
| Statele Unite ale Americii (BPI) | +2.400.000                                                                                             |             | [ 97 ]    |

## Datele lansărilor
| Țară                       | Dată               | Format                            |
| -------------------------- | ------------------ | --------------------------------- |
| Statele Unite ale Americii | 23 august 2011     | Difuzare radio CHR/Top 40         |
| Statele Unite ale Americii | 20 septembrie 2011 | Descărcare digitală – The Remixes |
| Regatul Unit               | 18 septembrie 2011 | Descărcare digitală               |
| Regatul Unit               | 26 septembrie 2011 | Vinil 7"                          |
| Germania                   | 30 septembrie 2011 | CD single                         |